# إينغفار بيترسون
إينغفار بيترسون (بالسويدية: Ingvar Pettersson)‏ هو منافس ألعاب قوى سويدي، ولد في 19 يناير 1926، وتوفي في 2 يوليو 1996.

## وصلات خارجية
- إينغفار بيترسون على موقع اللجنة الأولمبية الدولية (الإنجليزية)
- إينغفار بيترسون على موقع أوليمبيديا (الإنجليزية)
- إينغفار بيترسون على موقع اللجنة الأولمبية السويدية (السويدية)